# Park Vijverberg
Park Vijverberg is een multifunctioneel stadspark oostelijk van het centrum van Tiel, tussen bedrijventerrein Latenstein en het Amsterdam-Rijnkanaal en ten noorden van de Kleine Willemswaard.
Het park is aangelegd op een voormalige stortplaats als onderdeel van het project Fluvia Tiel, dat dijkversterking, parkaanleg en woningbouw combineert.
Het park van 32 hectare levert een bijdrage aan klimaat- en hittebestendigheid van Tiel en bevat een robuuste speelplek voor kinderen. Het Cool Nature-terrein moet kinderen stimuleren om meer te bewegen, buiten te spelen en te leren over de natuur. Cool Nature is een onderdeel van het klimaatprogramma van de provincie Gelderland. Naast diverse speeltoestellen zoals een stormbaan en een klauterbos is er veel ruimte om de natuur te ontdekken, met een insectenweide, wilgenbos, fruitboomgaard en een smulbos. Op 19 juni 2013 openden gedeputeerde Jan Jacob van Dijk en wethouder Laurens Verspuij de nieuwe speelplek.
In 2022 legde de gemeente in het park een leefgebied voor de wezel en bunzing aan. Deze dieren waren gezien op industrieterrein Kellen dat de gemeente wilde verkopen. Tussen Kellen en de Vijverberg is een route aangelegd waar ze veilig langs kunnen trekken, met takkenwallen, stobben en lage struiken.